# Osmond Borradaile

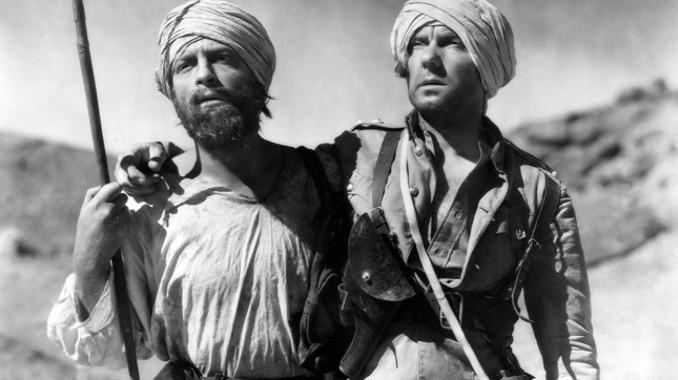
Les Quatre Plumes blanches (1939),
avec John Clements et Ralph Richardson

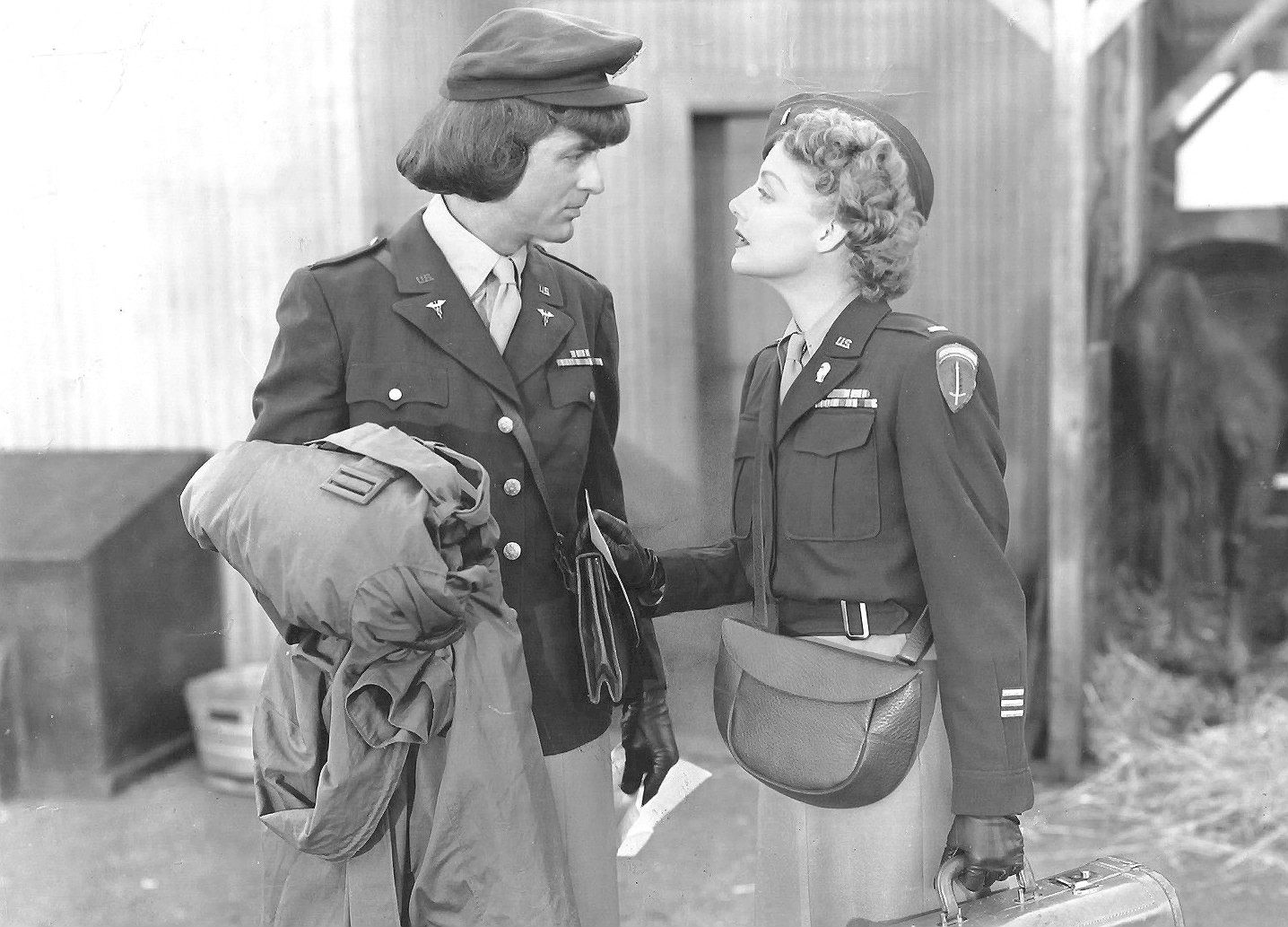
Allez coucher ailleurs (1949),
avec Cary Grant et Ann Sheridan

Osmond (Hudson) Borradaile, né le 17 juillet 1898 à Winnipeg (Manitoba) et mort le 23 mars 1999 à West Vancouver (Colombie-Britannique), est un directeur de la photographie canadien (parfois crédité Osmond H. Borradaile), membre de la BSC.

## Biographie
En 1916, Osmond Borradaile est enrôlé dans le Corps expéditionnaire canadien, au sein duquel il sert en France durant la Première Guerre mondiale, ce qui lui vaut d'être nommé chevalier de l'Ordre national de la Légion d'honneur en 1998.
Au début des années 1920, il travaille avec le chef opérateur Alfred Gilks et le réalisateur Sam Wood comme premier assistant opérateur puis cadreur sur quelques films américains, dont Le Droit d'aimer (1922). Durant les années 1930, il collabore avec son collègue Georges Périnal et le réalisateur Zoltan Korda sur plusieurs films britanniques, dont Alerte aux Indes (1938) et Les Quatre Plumes blanches (1939, objet d'une nomination à l'Oscar de la meilleure photographie).
Durant sa carrière au cinéma, il dirige souvent les prises de vues en extérieur, comme sur L'Épopée du capitaine Scott de Charles Frend (1948) et Les Quatre Plumes blanches de Terence Young et Zoltan Korda (1955, remake du film homonyme de 1939 précité). En outre, il contribue à des documentaires, tels The Private Life of the Gannets de Julian Huxley (1934) et Corvette Port Arthur de Joris Ivens (1943).
Mentionnons également le film américain Allez coucher ailleurs d'Howard Hawks (1949) et le film britanno-canadien The Trap de Sidney Hayers (1966, en seconde équipe), son dernier film, alors qu'il vit quasiment retiré en Colombie-Britannique (suivront encore deux documentaires en 1967 et 1971).
Pour services rendus à son pays natal, il est fait Officier de l'Ordre du Canada en 1982.
Osmond Borradaile meurt à 100 ans en 1999 à West Vancouver. Il est l'auteur d'une autobiographie publiée après sa mort en 2001 sous le titre Life Through a Lens:Memoirs of a Cinematographer, par les soins de sa fille Anita Borradaile Hadley, mère du joueur de rugby à XV Norm Hadley (1964-2016).

## Filmographie partielle

### Premier assistant opérateur
- 1920 : Excuse My Dust de Sam Wood
- 1921 : L'Heure suprême (The Great Moment) de Sam Wood
- 1922 : Le Droit d'aimer (Beyond the Rocks) de Sam Wood
- 1927 : Le Coup de foudre (It) de Clarence G. Badger et Josef von Sternberg

### Cadreur
- 1923 : His Children's Children de Sam Wood
- 1924 : Le Taciturne (en) (North of 36) d'Irvin Willat
- 1929 : Secret professionnel (en) (The Doctor's Secret) de William C. de Mille
- 1929 : Parade d'amour (The Love Parade) d'Ernst Lubitsch
- 1933 : La Vie privée d'Henry VIII (The Private Life of Henry VIII) d'Alexandre Korda
- 1934 : Le Mouron rouge (The Scarlet Pimpernel) d'Harold Young
- 1934 : La Vie privée de Don Juan ou La Dernière Aventure de Don Juan (The Private Life of Don Juan) d'Alexandre Korda

### Directeur de la photographie
- 1930 : Les Anges de l'enfer (Hell's Angels) d'Howard Hughes (photographie aérienne)
- 1931 : La Ruée vers l'Ouest (Cimarron) de Wesley Ruggles (photographie additionnelle)
- 1934 : The Private Life of the Gannets de Julian Huxley (court métrage documentaire)
- 1935 : Bozambo réalisé par Zoltan Korda
- 1937 : Elephant Boy de Robert Flaherty et Zoltan Korda
- 1938 : Alerte aux Indes (The Drum) de Zoltan Korda
- 1939 : Le lion a des ailes (The Lion Has Wings) d'Adrian Brunel et autres
- 1939 : Les Quatre Plumes blanches (The Four Feathers) de Zoltan Korda
- 1940 : Le Voleur de Bagdad (The Thief of Bagdad) de Ludwig Berger et autres (chef opérateur associé)
- 1940 : Correspondant 17 (Foreign Correspondent) d'Alfred Hitchcock (photographie additionnelle)
- 1941 : 49e Parallèle (49th Parallel) de Michael Powell (photographie additionnelle)
- 1943 : Corvette Port Arthur de Joris Ivens (court métrage documentaire)
- 1946 : La route est ouverte (The Overlanders) d'Harry Watt
- 1947 : L'Affaire Macomber (The Macomber Affair) de Zoltan Korda (photographie additionnelle)
- 1948 : L'Épopée du capitaine Scott ou L'Aventure sans retour (Scott of the Antarctic) de Charles Frend
- 1948 : La Grande Révolte (Bonnie Prince Charles) d'Anthony Kimmins (photographie additionnelle)
- 1948 : Winslow contre le roi (The Winslow Boy) d'Anthony Asquith (photographie additionnelle)
- 1949 : Allez coucher ailleurs (I Was a Male War Bride) d'Howard Hawks
- 1954 : L'Esprit du mal ou Le Triomphe du cœur de Jean-Yves Bigras
- 1955 : Les Quatre Plumes blanches (Storm Over the Nile) de Terence Young et Zoltan Korda (photographie additionnelle)
- 1966 : The Trap de Sidney Hayers (chef opérateur de seconde équipe)

## Distinctions
- 1940 : Nomination (avec Georges Périnal) à l'Oscar de la meilleure photographie, catégorie couleur, pour Les Quatre Plumes blanches.
- 1982 : Officier de l'Ordre du Canada.
- 1998 : Officier de l'Ordre national de la Légion d'honneur (France).

### Autres liens externes
- Notices d'autorité :   - VIAF
  - ISNI
  - BnF (données)
  - IdRef
  - LCCN
  - GND
  - Espagne
  - Israël
  - Tchéquie
  - WorldCat
- (en) Osmond Borradaile sur le site de la British Society of Cinematographers (BSC) ;
- « Osmond Borradaile » (présentation), sur l'Internet Movie Database.